# Antonela Pensa
Antonela Pensa (1979.) je hrvatska rukometašica. Igra na mjestu krilne igračice. Igrala je za hrvatsku reprezentaciju.
Igrala je za Brodosplit Inženjering.